# 布维翁
布维翁，是西班牙安达卢西亚自治区格拉纳达省的一个市镇。总面积有15平方公里，2001年普查人口總數為357人，人口密度為每平方公里24人。

## 相關內容
關於布維翁
- List of municipalities in Granada